# Marc Gabolde
Pour les articles homonymes, voir Gabolde.
Ne pas confondre avec son frère jumeau, Luc Gabolde

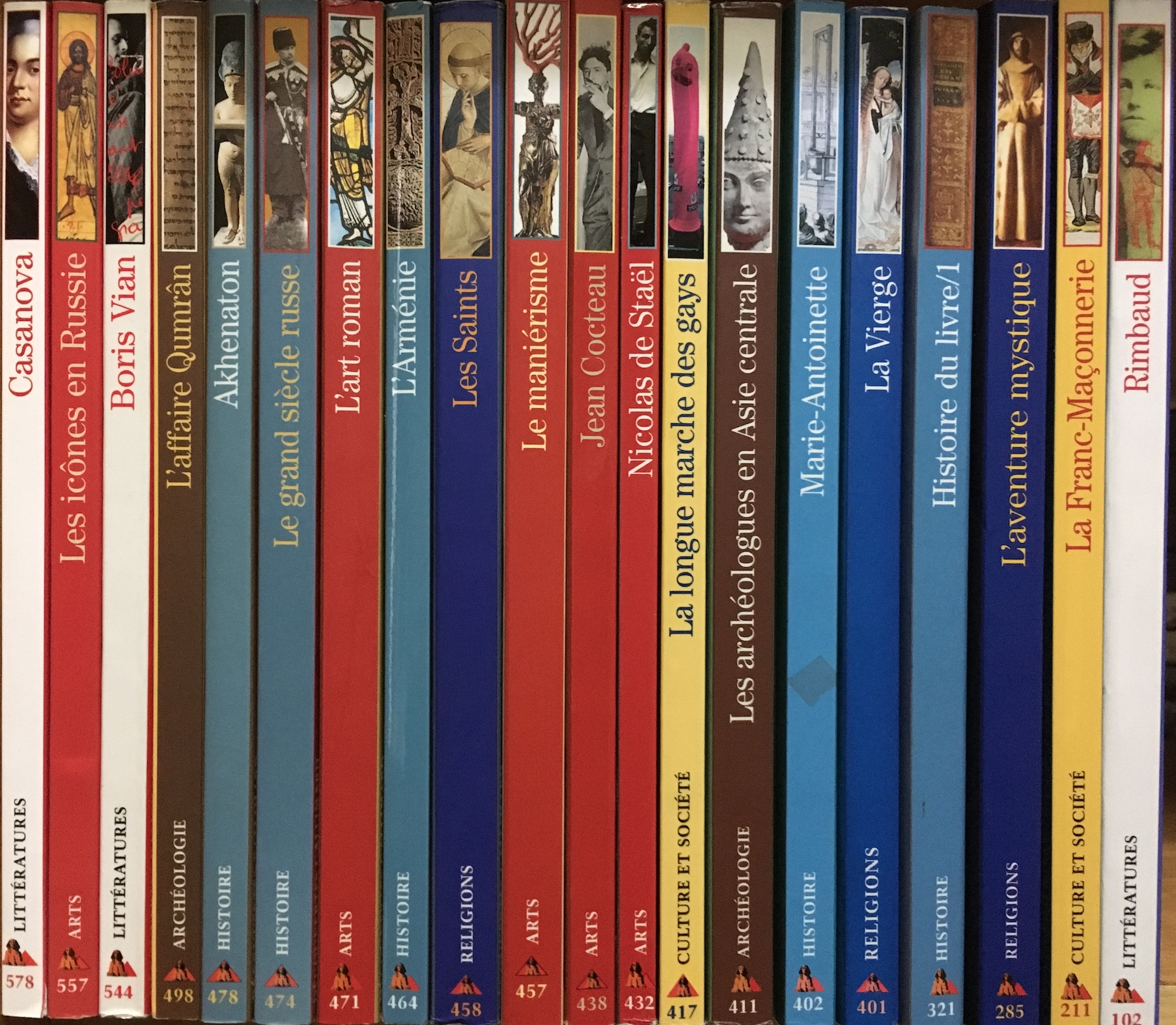
Un de ses livres (Akhenaton, du mystère à la lumière) dans la collection Découvertes Gallimard.

Marc Gabolde (né le 30 mai 1957 à Nantes) est un égyptologue français spécialiste de la XVIIIe dynastie et de la période amarnienne.
Après un doctorat d'égyptologie à l'université Lumière-Lyon-II en 1992, il devient membre scientifique de l’IFAO (1993-1997). De 1999 à 2016, il est maître de conférences à l'université Paul-Valéry-Montpellier. Depuis septembre 2016, il est professeur des universités en égyptologie à l'université Paul-Valéry-Montpellier. Il est membre de l'Institut d'égyptologie François-Daumas.
Il a effectué des missions archéologiques dans la vallée des Reines, à Karnak, Balat, Tebtynis et Amarna.

## Publications
- Marc Gabolde, Akhenaton : du mystère à la lumière, Paris, Éditions Gallimard, coll. « Découvertes Gallimard / Histoire » (no 478), 2005, 128 p. (ISBN 2-07-030745-X)
- Jean-Luc Bovot, Jean-Luc Chappaz, Marc Gabolde, Rolf Krauss, collectif, Akhénaton et l'époque amarnienne, Paris, Éditions Khéops, 2005, 318 p. (ISBN 2-9504368-6-2)
- Marc Gabolde, D'Akhénaton à Toutânkhamon, Lyon, CIAHA 3, 1998, 310 p. (ISBN 2-911971-02-7)
- Marc Gabolde, Toutânkhamon, Paris, Éditions Pygmalion, coll. « Les Grands pharaons », 2015, 685 p.